# معتز
المعتزبالله یا معتز (نام کامل وی: ابوعبدالله محمد بن المتوکل بن المعتصم بن الرشید المعتزبالله) خلیفه عباسی در بغداد بود که از سال ۸۶۶ تا ۸۶۹ فرمان راند. پس از برکناری ابوالعباس احمد مستعین، با او بیعت کردند و او در سال ۸۶۶ میلادی/ ۲۵۲ هجری به عنوان خلیفه مسلمانان برگزیده شد؛ در زمان پذیرش خلافت وی نوزده سال داشت. در سال اول خلافتش، اشناس ترک درگذشت. سرانجام، معتز در بیست و چهار سالگی به دست گروهی از ترکها کشته شد.

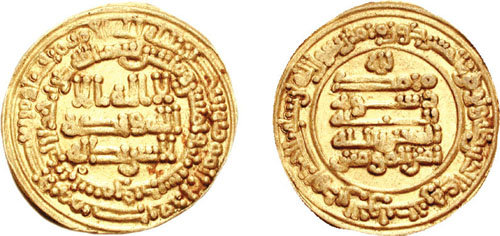
دينار معتز، ضرب ۸۶۷ میلادی

گفته می‌شود، صالح بن وصيف به دنبال «قبيحه» مادر متمول و تاثیرگذار معتز رفت و بر او دست يافت و اموالش را در اختيار گرفت كه پانصد هزار دينار طلا و جواهرات ارزشمند به قیمت دو میلیون دینار طلا فقط در داخل اتاقش بود. پس از آن در بازرسي خانه‌اش گنجينه‌هاي زيرزميني بزرگ و ارزشمندي يافتند. در اتاقي كه زيرزمين براي خود ساخته بود سه ميليون و سيصد هزار دينار طلا و ‌کوزه‌ها و سبدها و صندوقچه‌هاي پر از الماس‌ها، زُمُرّد‌ها و مرواريدها و ياقوت‌ها و شمار بیشماری دیگر از سنگ های گرانبها كه مانند آنها را كسي نديده بود،  که همه آنها بروی یک فرش بزرگ که ساخته شده از الیاف و ابریشم و دوخته شده با نخ طلا و تزئینی شده با جواهرات بود يافتند. هنگامي كه آنها را نزد صالح بن وصيف آوردند، گفت:
خدا روی قبیحه را سیاه کرد! فرزندش را به خاطر پنجاه هزار دينار به كشتن داد در حالي كه در یکی از سبدهایش از این‌ گنجینه‌های بی‌شمار اين همه طلا و جواهرات نایاب داشت.
قبيحه بعد از قتل پسرش معتز و با از دست دادن اقتدار و ثروت خود با زور و اجبار بغداد را به سوي مكه ترك كرد در حالي كه با صداي بلند و آشکارا و مرتب از بغداد تا رسیدن به مکه بدون خستگی صالح را نفرين مي‌كرد و مي‌گفت:
پروردگارا! صالح را همان گونه كه هتك حرمتم كرد و فرزندم را كشت، جمعم را پراكنده كرد، مالم را گرفت، غريبم ساخت و در حق من زشتي مرتكب شد او را فرو گير!
بعد از این همه نفرین ها صالح در عرض پنج ماه کشته شد.